# Parveen Kaur
Parveen Kaur (Okanagan, 19 ottobre 1988) è un'attrice canadese nota per i ruoli di Christine in Beyond e di Saanvi Bahl in Manifest.

## Biografia
D'origine punjabi, è cresciuta nella Columbia Britannica e vissuta a Toronto dai diciotto anni. Pratica yoga, hot yoga e mindfulness.

## Carriera
Ha intrapreso la carriera di attrice da ventenne, dopo aver lasciato anzitempo il liceo. Il suo primo ruolo secondario fu quello di Aanya Gupta nella seconda stagione (2015) della serie horror The Strain di Guillermo del Toro. Lo stesso anno ha recitato in Through Black Spruce, presentato in anteprima al Toronto International Film Festival. Dal 2018 interpreta il ruolo di Saanvi Bahl in Manifest.

## Riconoscimenti
Nel 2017 ha ricevuto la MISAFF Star assegnata dall'ACTRA al VI Mosaic International South Asian Film Festival di Mississauga.

## Filmografia

### Cinema
- Five Dollars, regia di Reza Dahya - cortometraggio (2013)
- Latter, regia di Tim Cadeny - cortometraggio (2014)
- Chameleon, regia di Reza Dahya - cortometraggio (2015)
- White Night, regia collettiva (2017)
- Ruby's Tuesday, regia di Supinder Wraich - cortometraggio (2017)
- Edging, regia di Natty Zavitz (2018)
- Through Black Spruce, regia di Don McKellar (2018)
- Acquainted, regia di Natty Zavitz (2018)
- American Hangman, regia di Wilson Coneybeare (2019)

### Televisione
- Played - serie TV, episodio 1x03 (2013)
- Working the Engels - serie TV, episodio 1x04 (2014)
- Defiance - serie TV, episodio 3x07 (2015)
- The Strain - serie TV, 4 episodi (2015)
- Saving Hope - serie TV, 11 episodi (2015-2016)
- American Gods - serie TV, episodio 1x08 (2017)
- Workin' Moms - serie TV, episodi 2x02-2x03-2x04 (2018)
- 9-1-1 - serie TV, episodio 1x05 (2018)
- Beyond - serie TV, 8 episodi (2016-2018)
- Find a Way or Make One - miniserie TV, episodio 1x02 (2020)
- Manifest - serie TV, 44 episodi (2018-2022)

## Doppiatrici italiane
Nelle versioni in italiano delle opere in cui ha recitato, Parveen Kaur è stata doppiata da:
- Valentina Favazza in Manifest
- Barbara Pitotti in Manifest (ep.1.14-16)